# Miguel Merello
Miguel Merello fue un periodista chileno, nacido en Tocopilla el 17 de noviembre de 1931 y fallecido el 26 de agosto de 2014.
Durante su juventud emigró a Santiago, en donde se dedicó a diversos oficios, entre ellos el periodismo, actividad a la que dedicó el resto de su vida. Se dedicó en periodismo deportivo, especializándose en lo referente al Boxeo, llegando a ser el periodista número uno de Chile en esta disciplina.
Miguel Merello se dedicó exclusivamente al periodismo escrito desempeñándose en medios tan importantes como Las Noticias de Última Hora, Tribuna, La Patria, El Cronista, La Nación y Las Últimas Noticias, diarios donde llegó a desempeñar importantes funciones. También fue columnista de las revistas Foto Sport y Deporte Total.
Fue fundador de un suplemento boxístico publicado durante varios años en La Nación llamado Ring Side. Merello además fue el creador de una columna llamada Blanco en el Negro que sirvió de inspiración para un programa de televisión.
Se cuenta como anécdota que en una ocasión Televisión Nacional de Chile realizó un reportaje sobre un vagabundo que vivía en el Mapocho, quien se asemejaba a Martín Vargas incluso aseguraba que era él pero los editores dudaron minutos antes de emitir la nota en el noticiario central y por ello llamaron a Miguel Merello (n.º 1 en boxeo y gran conocedor de Vargas) quien concurrió raudamente al canal para ver el gran golpe noticioso pero grande fue su sorpresa al ver las imágenes del vagabundo en cuestión: era idéntico a Vargas pero los golpes que lanzaba no eran propios de un boxeador. Y no era Martín Vargas.  Gracias a la presencia de Merello el hecho solo causó risa y no pasó a mayores para TVN ya que la emisión de la nota fue cancelada a tiempo. 
- Datos: Q5859763